# Zipi y Zape (revista)
Zipi y Zape fue una revista juvenil creada por la Editorial Bruguera en 1972 y dirigida por Miguel Martín Monforte, quien fue sustituido en 1975 por Mercedes Blanco Abelaira. Hubo otras dos revistas de Bruguera asociadas a la serie Zipi y Zape: 
"Super Zipi y Zape" (1972-1983) y "Zipi y Zape Especial" (1978-1986). Tras la debacle de Bruguera, fue retomada por Ediciones B.

## Primera época: Bruguera (1972)

### Características
Este fue el primer tebeo publicado íntegramente en color por Bruguera, ya que sus otras revistas de aquella época (Mortadelo, Pulgarcito, Tío Vivo...) aún alternaban el color con el bicromo. También fue una de las revistas de Bruguera que más material extranjero publicaba, al menos en sus primeros años, en una proporción del 50 %, que paulatinamente quedó reducida al 25 %. La serie estrella de la revista era naturalmente Zipi y Zape de José Escobar, que aparecía en las primeras cuatro (a veces sólo dos) páginas de la publicación. Generalmente eran historietas autoconclusivas, aunque imitando las pautas de Francisco Ibáñez en la revista Mortadelo, Escobar también realizó varias series por capítulos durante una breve época. 

### Trayectoria
El primer número de la revista, el 0, se publicó de forma gratuita el 10 de julio de 1972, costando 7 pesetas los siguientes. Durante toda la década de los 70, se distinguió por el protagonismo de series protagonizadas por niños y adolescentes, tanto las series españolas como las extranjeras. Entre las primeras, se incluían adaptaciones de cuentos clásicos realizadas por Cassarel y Casamitjana. Las series extranjeras provenían principalmente de Inglaterra (a través de la agencia I. P. C.), Francia y Bélgica (Dargaud y Lombard) e Italia (Edipress):
| Período     | Números | Título                                                                         | Título original                                           | Autoría               | Procedencia |
| ----------- | ------- | ------------------------------------------------------------------------------ | --------------------------------------------------------- | --------------------- | ----------- |
| 10/07/1972- | 0,      | Zipi y Zape                                                                    |                                                           | Escobar               |             |
| 10/07/1972- | 0,      | Tragoncete                                                                     | Ginger's Tum                                              |                       | I. P. C.    |
| 10/07/1972- | 0,      | Gedeón, el dragón juguetón                                                     | Hot Rod                                                   |                       | I. P. C.    |
| 10/07/1972- | 0,      | El flautista de Hamelin El ladrón de Bagdad Pulgarcito El sastrecillo valiente |                                                           | Cassarel/Casamitjana  |             |
| 10/07/1972- | 0,      | ¡Qué chucho!                                                                   | Bonehead                                                  | Reg Parlett           | I.P.C.      |
| 10/07/1972- | 0,      | Paulino, un fracaso de marino                                                  |                                                           |                       | I.P.C.      |
| 10/07/1972- | 0,      | Patrulla atómica                                                               |                                                           | José Morante          |             |
| 10/07/1972- | 0,      | Picolandia                                                                     |                                                           | Auclert/Guy Mouminoux | Pilote      |
| 10/07/1972- | 0,      | Barón, el gato pardo, y el mayordomo Abelardo                                  | Mowser the Priceless Puss and his enemy James the Buttler | Reg Parlett           | I.P.C.      |
| 10/07/1972- | 0,      | Olimpio                                                                        | Champ                                                     |                       | I.P.C.      |
| 10/07/1972- | 0,      | Picasín                                                                        | Chalky                                                    | Terry Bave            | I.P.C.      |
| 10/07/1972- | 0,      | Pilly, el Niño                                                                 | The Pest of the West                                      |                       | I.P.C.      |
| 10/07/1972- | 0,      | Bonifacio y Pedernal, una pareja informal                                      |                                                           | Jordi Pineda Bono     |             |
| 09/1972-    | 9-      | Cacharrilandia                                                                 |                                                           | Antonio Ayné Esbert   |             |
| 09/1972-    | 9-      | Robín Robot                                                                    |                                                           | José Sanchís          |             |

Posteriormente cabe destacar:
| Período   | Números | Título                                     | Título original                | Historias de "continuará" | Autoría                   | Procedencia          |
| --------- | ------- | ------------------------------------------ | ------------------------------ | --- | ------------------------- | -------------------- |
|           | 21, 53  | Bob, el travieso                           | Bob-A-Job                      | |                           | I.P.C.               |
|           | 21      | Hug, el troglodita                         |                                | | Gosset                    | Tío Vivo             |
|           | 21      | La familia Chorlito                        | The Nutts                      | |                           | I.P.C.               |
| 197-      | 21      | Alí, el genio de la lámpara                |                                | | Francisco Sifré           |                      |
|           | 21      | Fanfan                                     |                                | |                           |                      |
|           | 53      | Preguntón                                  | Why, dad, why?                 | |                           | I.P.C.               |
|           | 53      | Willy el lobo                              | Willy The Wily Wolf            | |                           | I.P.C.               |
|           | 53      | Teo y Dorita                               | Modeste et Pompon              | | Godard, Mittéï y Foal     |                      |
|           | 53      | En el fondo del mar                        |                                | |                           |                      |
|           | 53      | Snob                                       | Toffee Nose                    | |                           | I.P.C.               |
|           | 53      | Ringo                                      |                                | | Tran                      |                      |
|           | 65      | Beatriz, la lombriz                        | Wonder worm                    | |                           | I.P.C.               |
|           | 65      | Jacarando                                  | Joker                          | |                           | I.P.C.               |
|           | 65      | Marabunto                                  | Titch                          | |                           | I.P.C.               |
|           | 65      | Los juegos del circo Tachin Tachin         |                                | | J. Laboado                |                      |
|           | 65      | Ciclón Mary                                | Tomboy                         | |                           | I.P.C.               |
|           | 65      | Melenitas, rey de la jungla                | Tatty Mane, King of the jungle | |                           | I.P.C.               |
|           | 65      | Las aventuras de Don Gigante               |                                | |                           |                      |
|           | 65      | Fidein y los Tonelon                       | The Slims                      | |                           | I.P.C.               |
|           | 65      | Tito Autógrafo                             | Autograph Albert               | |                           | I.P.C.               |
|           | 65      | Quique Recursos                            | Tricky Dicky                   | |                           | I.P.C.               |
|           | 65      | Golito Penalty                             | Football Madd                  | |                           | I.P.C.               |
|           | 65      | Rita Rabietas                              | Fuss Pot                       | |                           | I.P.C.               |
|           | 98      | Copito                                     | Cubitus                        | | Dupa                      | Tintín               |
|           | 98      | Guillermito y su voraz apetito             | Billy Bunter                   | | Reg Parlett               | I.P.C.               |
|           | 98      | El lobo y las siete cabritillas            |                                | | Cassarel/Ortega           |                      |
| 1971      |         | Aníbal                                     |                                | | Arturo Rojas de la Cámara |                      |
|           |         | Carlitos y su calculadora                  |                                | | Terry Bave                |                      |
|           |         | Pachín                                     | Benoit Frisefer                | | Peyo, Gos y Walthery      |                      |
|           |         | Pinky                                      |                                | | Massimo Mattioli          |                      |
| 197?      |         | Maxi y Mofletes                            |                                | | Jordi Nabau/Jesús de Cos  |                      |
| 1977      |         | Benito Boniato, estudiante de bachillerato |                                | | Fresno's                  |                      |
| 1978      |         | Cinco amiguetes                            |                                | | Jaume Rovira              |                      |
| 1979-1980 | 343-400 | Los pitufos                                | Les Schtroumpfs                | Los pitufos negros (núm. 343-346) El pitufísimo (núm. 347-353) La pitufita (núm. 354-360) Los pitufos y el ketekasko (núm. 361-367) El cosmopitufo (núm. 368-374) Sopa de pitufos (núm. 381-385) | Yvan Delporte/Peyo        | Le journal de Spirou |

Ya en los 80:
| Período | Números | Título                   | Autoría                  | Procedencia |
| ------- | ------- | ------------------------ | ------------------------ | ----------- |
| 1980    |         | Ornelo                   | Fresno's                 |             |
| 198-    |         | Adelino Flequillo        | Jordi Nabau/Jesús de Cos |             |
| 198-    |         | Tim y Tom                | Jordi Nabau              |             |
| 198     | 561-    | La gorda de las galaxias | Nicolás                  |             |
| 198     | 561-    | Piratones del espacio    | Eloy Luna                |             |

## Segunda época: Ediciones B (1987)
| Período | Números | Título                    | Autoría | Procedencia |
| ------- | ------- | ------------------------- | ------- | ----------- |
| 1995    |         | Los gemelos de Superlópez | Jan     | Nueva       |